# Гравюра Адельхаузера-Цунта

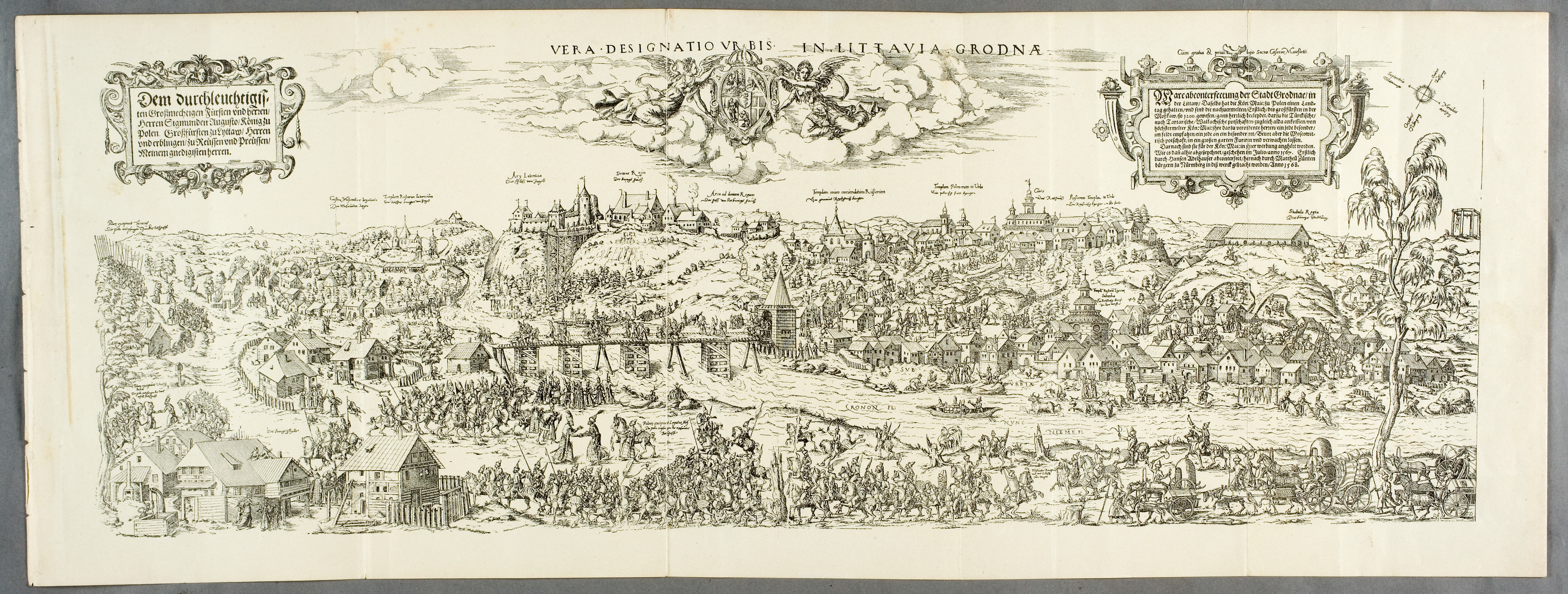
Гравюра Адельхаузера-Цунта, 1568 року. На задньому плані видніється панорама середньовічного Гродно.

Гравюра Адельгаузера-Цунта (лат. "Vera designatio urbis in Littavia Grodnae"   — « Справжній опис міста Гродно в Литві») — одне з найдавніших зображень міста Гродно, на якому зображено середньовічне місто Гродно. Це цінний образотворчий матеріал для вивчення архітектури стародавнього Гродна. Крім політичної історії, гравюра Адельхаузера-Цунта містить цінну інформацію з соціально-економічної історії, історії повсякденного життя, історичної антропології, геральдики та інших спеціальних історичних дисциплін.
Настінна гравюра Маціяса Цунта «Справжній опис міста Гродно у Литві» за малюнком Йоганна (Ганса) Адельхаузера (нім. Johannes Adelhauser) це середня ширина 100,5 см і довжина 35,5 см. Відомо лише кілька примірників гравюри, один з яких зберігається у Національній бібліотеці у Варшаві .